# ビリー・ウィン (アメリカンフットボール)
ビリー・ウィン（Billy Winn 1989年4月15日- ）はネバダ州ラスベガス出身の元アメリカンフットボール選手。現役時代のポジションはディフェンシブエンド。

## 経歴

### プロ入り前
ボイシ州立大学では2年次より先発となり、44タックル、6サックをあげた。9月3日のオレゴン大学戦ではルギャレット・ブラントにエンドゾーン内でタックル、セイフティをあげた。3年次には28タックル、4サックをあげてオールカンファレンスに選ばれた。4年次にも33タックル、3サックをあげて、この年もオールカンファレンスに選ばれた。
2012年のNFLドラフト6巡でクリーブランド・ブラウンズに指名された。

### クリーブランド・ブラウンズ
第12週のピッツバーグ・スティーラーズ戦では1インターセプトをあげた。
この年、26タックル、1サック、1インターセプトの成績をあげた。

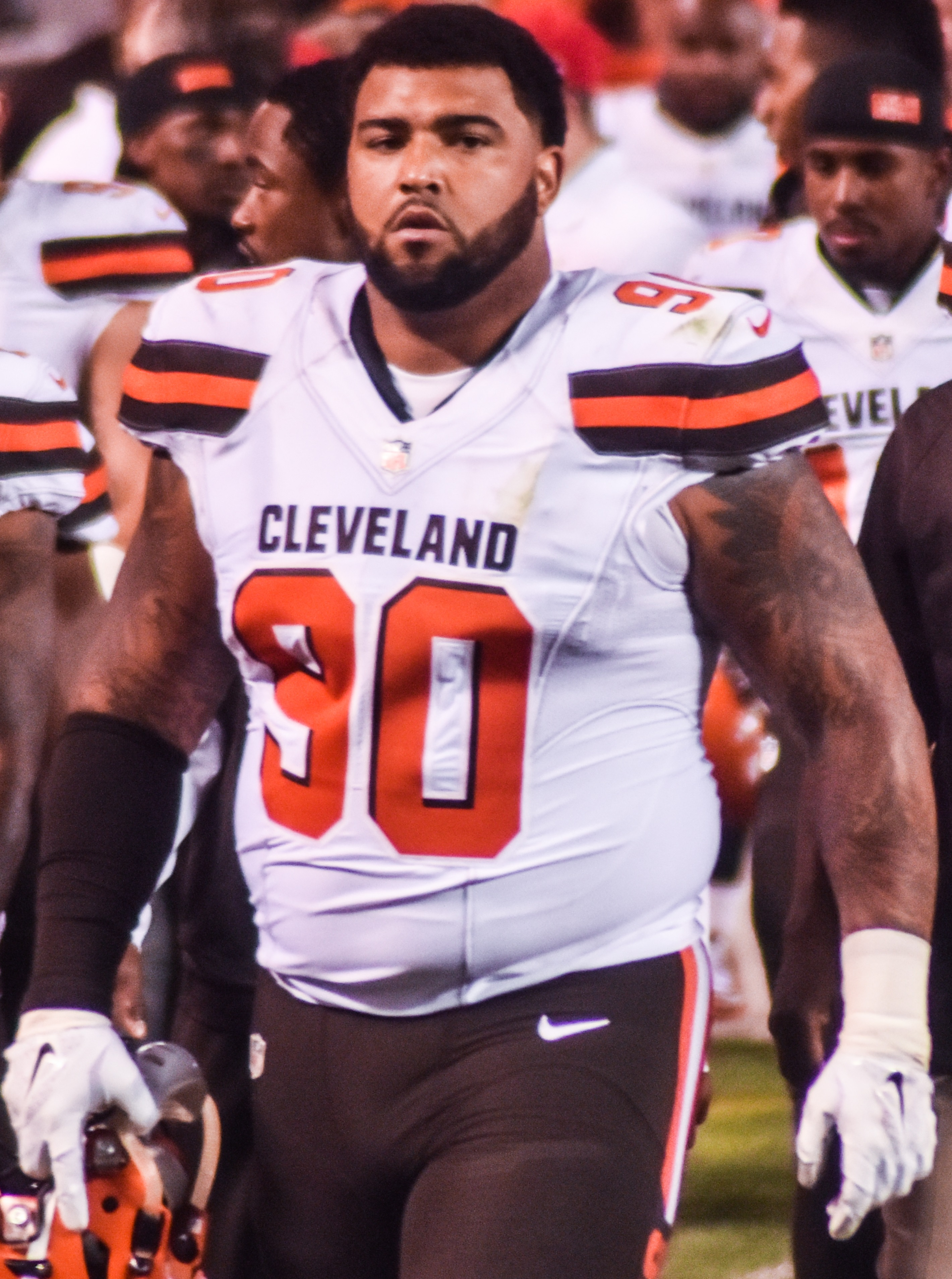
ブラウンズ 時代

### インディアナポリス・コルツ
2015年9月11日にインディアナポリス・コルツにトレードされた。しかし、12月21日にIR入りし、シーズンエンドした。

### デンバー・ブロンコス
2016年7月31日にデンバー・ブロンコスと契約した。2017年5月3日にブロンコスと契約延長したが、プレシーズンゲーム初戦で前十字靭帯損傷の怪我を負い、シーズンエンドとなった。。
2019年4月22日にブロンコスと再契約したが8月4日にIR入りした。2020年3月5日にブロンコスから放出された。

### グリーンベイ・パッカーズ
2020年9月16日にグリーンベイ・パッカーズと契約し、プラクティススクワッド入りした。9月26日のニューオーリンズ・セインツ戦の前にロースターに昇格した。12月9日にIR入りした。